# Langsnavelwouw
De langsnavelwouw (Chondrohierax uncinatus) is een vogel uit de familie van de havikachtigen (Accipitridae).

## Verspreiding en leefgebied
Deze soort komt voor van zuidelijk Texas tot noordelijk Argentinië en telt twee ondersoorten:
- C. u. uncinatus: van de zuidelijke Verenigde Staten en Mexico tot noordelijk Argentinië.
- C. u. mirus: Grenada (Kleine Antillen).

## Status
De grootte van de populatie is in 2019 geschat op 200 duizend volwassen vogels. Op de Rode lijst van de IUCN heeft deze soort de status niet bedreigd.